# المضجع (محافظة العيص)
المضجع، قرية من قرى محافظة العيص، والتابعة لمنطقة المدينة المنورة في السعودية.